# آلکالید
آلکالید (انگلیسی: alkalide) یک ترکیب شیمیایی است که در آن اتم یک فلز قلیایی، یک آنیون (یون منفی) با بار یا عدد اکسایش ۱− تشکیل می‌دهد. تا قبل از کشف نخستین آلکالید در دههٔ ۱۹۷۰، فلزهای قلیایی فقط در نمک‌ها و به‌صورت کاتیون (یون مثبت) با بار یا عدد اکسایش ۱+ نمایان می‌شدند. این نوع ترکیب‌ها به دلیل استوکیومتری نامعمول و انرژی یونش پایین از لحاظ نظری مورد توجه هستند. ترکیب‌های آلکالید از نظر شیمیایی با الکتریدها مرتبط هستند، نمک‌هایی که الکترون‌های به دام افتاده در آن‌ها به‌طور مؤثر از آنیون هستند.

## ترکیب‌های عادی فلزهای قلیایی
فلزهای قلیایی، بسیاری از نمک‌های پایدار شناخته‌شده را تشکیل می‌دهند. سدیم کلرید (نمک خوراکی) (NaCl تشکیل‌شده از +Na و −Cl) نقش معمول یک فلز قلیایی مانند سدیم را نشان می‌دهد. در فرمول تجربی این ترکیب یونی، یون سدیم با بار مثبت توسط یون کلرید با بار منفی متعادل می‌شود. توضیح سنتی برای پایداری +Na این است که عنصر سدیم با از دست دادن یک الکترون برای تولید یک کاتیون با بار ۱+، یک لایهٔ ظرفیت با آرایش الکترونی پایدار می‌سازد.

## نام‌گذاری و موارد شناخته شده
فلزهای قلیایی که آلکالیدی از آن‌ها شناخته شده‌است:
- سدید یا ناترید (−Na)
- پتاسید یا کالید (−K)
- روبیدید (−Rb)
- سزید (−Cs)

فلزهای قلیایی که آلکالیدی از آن‌ها شناخته نشده‌است:
- لیتید (−Li)
- فرانسید (−Fr)

## نمونه‌ها
آلکالیدها معمولاً به دلیل واکنش‌پذیری بالای آنیون آلکالید، از لحاظ نظری قادر به شکستن بیشتر پیوندهای کووالانسی از جمله پیوندهای C-O در یک کریپتاند معمولی است. معرفی یک لیگاند ویژه رمزنگاری شده حاوی آمین به جای پیوندهای اتر، باعث جداسازی کالیدها و ناتریدهای پایدار در دمای اتاق شده‌است.
چندین آلکالید ساخته شده‌اند:
- ‎(Me۳N-H)+Na−‎، معروف به «سدیم هیدرید معکوس» مشاهده شده‌است.[۷]
- سدیم-کریپت ناترید، ‎[Na(cryptand[2.2.2])]+Na−‎، مشاهده شده‌است. این نمک شامل هردو شکل یونی سدیم +Na و −Na است. یون +Na کریپتاند را جدا و پایدار می‌کند و از کاهش آن توسط −Na جلوگیری می‌کند.
- باریم آزاکریپتاند-سودید، ‎Ba۲+(H۵Azacryptand[2.2.2]−)Na−⋅۲MeNH۲‎، ساخته شده‌است.[۵]
- دیمرهای کاتیونی و آنیونی سدیم مشاهده شده‌اند.[۵]